# Ibitsu
Ibitsu (いびつ?) es un manga romántico de vida escolar, escrito e ilustrado por Kazuto Okada. Fue adaptado en una película en imagen real en 2013.

## Personajes
- Madoka Moritaka (Hitomi Komatani)
- Keigo Kakiguchi